# Om Prasad Pun
Om Prasad Pun (ur. w 1942) – nepalski bokser, uczestnik Letnich Igrzysk Olimpijskich 1964.

## Walki
Na igrzyskach w Tokio startował w wadze lekkopółśredniej. W 1/32 finału miał wolny los. W 1/16 finału wygrał swój pojedynek z Etiopczykiem Tadesse Gebregiorgisem (poprzez dyskwalifikację). W spotkaniu o ćwierćfinał został znokautowany przez Tunezyjczyka Habiba Galhię, późniejszego brązowego medalistę tych zawodów.